# VS50
VS50 — противопехотная мина, фугасная, нажимного действия. Мина устанавливается только вручную.
Предназначена для выведения из строя личного состава противника. Поражение наносится за счет ранения нижней части ноги. Подрыв происходит после того, как человек наступает ногой на нажимную крышку мины.
Мина была разработана в Италии во второй половине прошлого века, по лицензии выпускалась в Сингапуре и Египте.

## ТТХ
Корпус: пластмасса.
Масса: 185 г.
Масса взр. вещества (TNT/RDX, RDX): 42—45 г.
Диаметр: 9 см.
Высота: 4,5 см.
Диаметр датчика цели: 3,5 см.
Чувствительность: 10 кг.
Температурный диапазон применения: −20...+40 °C.
Цвет корпуса: хаки, коричневый, зелёный.